# کالج استورر
کالج استورر یک کالج سیاهپوست تاریخی در هارپرز فری، ویرجینیای غربی بود که از سال ۱۸۶۷ تا ۱۹۵۵ فعالیت می‌کرد. این دانشگاه نمادی ملی برای سیاهپوستان آمریکایی، در شهری که به قول فردریک داگلاس، «پایان برده‌داری آمریکایی» در آنجا آغاز شد، مؤسسه‌ای منحصربه‌فرد بود. گاهی اوقات دانش‌آموزان سفیدپوست در کنار دانش‌آموزان سیاه‌پوست تحصیل می‌کردند، که در آن زمان در مدارس تحت حمایت دولت در ویرجینیای غربی و سایر ایالت‌های جنوبی و گاهی در شمال ممنوع بود.
استورر در سال ۱۸۶۵ به عنوان یک مدرسه ابتدایی یک اتاقه شروع به کار کرد. اولین کلاس آن ۱۹ کودکی بودند که قبلاً به بردگی گرفته شده بودند، که از آنها به عنوان «بد پوشیده، بداخلاق و بی انضباط» یاد می‌شد که به شدت به مهارت‌های اولیه خواندن، نوشتن و حساب نیاز داشتند.